# Blauer Seestern
Der Blaue Seestern (Linckia laevigata) lebt im tropischen Indopazifik, von Ostafrika bis nach Japan, Hawaii und den Inseln des südlichen Pazifik.

## Merkmale

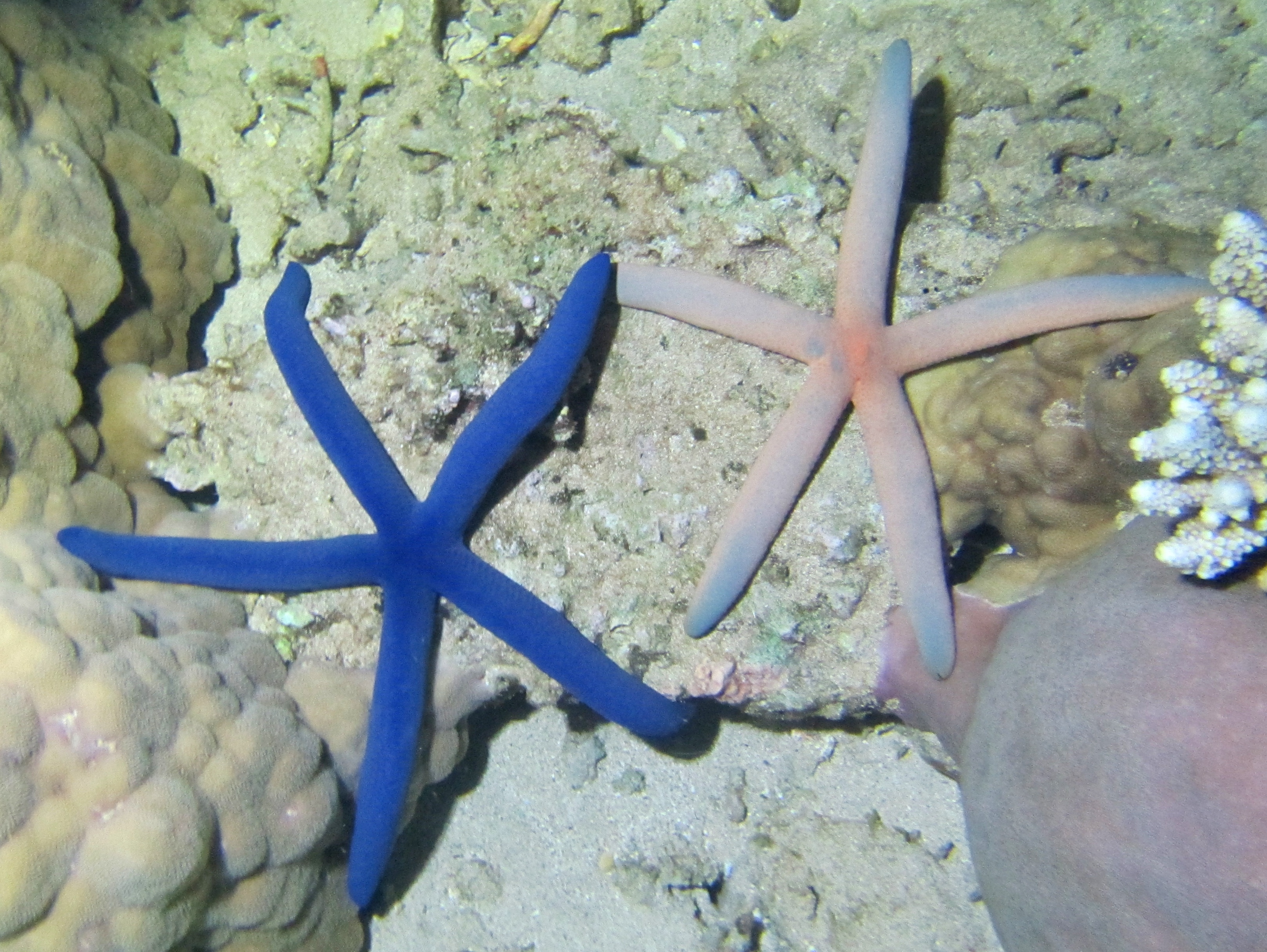
Der blaue Seestern ist manchmal auch rosa

Blaue Seesterne haben einen kleinen Körper und lange, dicke, im Querschnitt runde Arme. Die 30 bis 40 Zentimeter im Durchmesser erreichenden Alttiere sind meist leuchtend blau gefärbt. In größeren Tiefen bis 60 Metern lebende Tiere sind grau, khakifarben, gelb oder rosa. Juvenile Tiere unter 5 Zentimeter Armlänge haben meist noch eine schlichtere blaugrüne Färbung. Die Saugfüße der Alttiere sind gelb, die der Jungen hellgelb. Gewöhnlich haben Blaue Seesterne fünf Arme, da sie sich aber oft ungeschlechtlich durch Teilung vermehren, sieht man auch Exemplare mit weniger Armen und mit unterschiedlichen Armlängen.

## Lebensweise
Erwachsene Blaue Seesterne leben tagaktiv vor allem in den vom Sonnenlicht durchdrungenen Bereichen der Korallenriffe bis in 20 Meter Tiefe. Jungtiere leben versteckt im Riff. Blaue Seesterne ernähren sich von Detritus, Algen und wirbellosen Kleintieren. Neben der schon erwähnten ungeschlechtlichen Vermehrung pflanzen sich die Stachelhäuter durch die Abgabe der Gameten ins Wasser geschlechtlich fort. An der Unterseite der Tiere findet man oft die farblich angepasste parasitische Schnecke Thyca crystallina (Familie Eulimidae), die sich mit ihrem Saugrüssel von Gewebe und Körperflüssigkeit des Wirtes ernährt.

## Aquaristik
Blaue Seesterne werden oft für die Aquarienhaltung gefangen und importiert. Die meisten Exemplare sterben allerdings nach einigen Monaten. Wahrscheinlich verhungern sie, da sie nicht genug Futter finden und das angebotene Ersatzfutter nicht angenommen wird.